# Resolució 2097 del Consell de Seguretat de les Nacions Unides
La Resolució 2097 del Consell de Seguretat de les Nacions Unides fou adoptada per unanimitat el 26 de març de 2013. El Consell va ampliar l'Oficina de les Nacions Unides per a la Consolidació de la Pau a Sierra Leone (UNIPSIL) per una última vegada fins al 31 de març de 2014, després de les eleccions. Les seves tasques seran transferides a un equip de les Nacions Unides.
El Consell dona la benvinguda als progressos per la pau i l'estabilitat fets pel govern de Sierra Leone, assenyalant l'alta participació en les eleccions generals de 2012 i el paper important jugat per l'UNIPSIL. També va demanar al Tribunal Especial de Sierra Leone que acabés el judici de Charles Ghankay Taylor abans del 30 de setembre de 2013, i que millorés la lluita contra la delinqüència organitzada i la corrupció. El Consell també va demanar a UNIPSIL que se centrés en el diàleg polític, la reforma constitucional, la reforma dels serveis de seguretat i els drets humans. També va instar Sierra Leone que donés igualtat de drets a homes i dones, de manera que les dones s'impliquessin més en qüestions polítiques.